# Emmelichthyidae

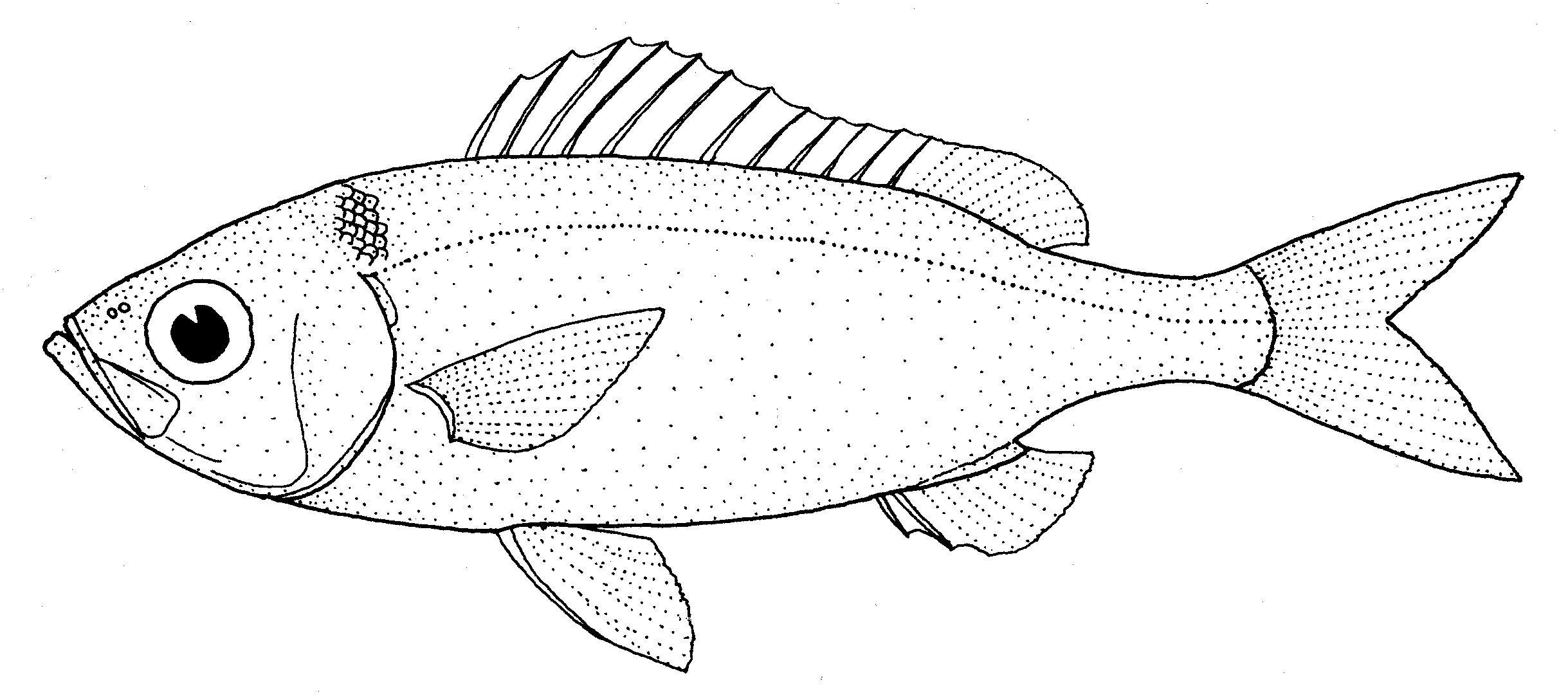
Plagiogeneion rubiginosum.

Los andorreros (familia Emmelichthyidae) es una familia de peces marinos incluida en el orden Perciformes. Viven principalmente en clima cálido a tropical, en el océano Índico, sur del Pacífico, este del Atlántico y en el mar Caribe, a una profundidad los adultos entre 100 y 400 m.
Tienen la mandíbula muy protusible, sin dientes o casi sin ellos, con huesos maxilar y supramaxilar bien desarrollados y grandes cartílagos en el rostro. Tienen la aleta dorsal continua pero con una muesca ligera o profunda que puede llegar hasta la base, así como una característica aleta caudal ahorquillada con los dos lóbulos plegables en forma de tijeras.

## Géneros y especies
Existen 17 especies agrupadas en tres géneros:
- Género Emmelichthys (Richardson, 1845)
  - Emmelichthys elongatus (Kotlyar, 1982)
  - Emmelichthys karnellai (Heemstra y Randall, 1977)
  - Emmelichthys nitidus cyanescens (Guichenot, 1848)
  - Emmelichthys nitidus nitidus (Richardson, 1845) - Andorrero del Cabo o Cardenal.
  - Emmelichthys ruber (Trunov, 1976) - Andorrero
  - Emmelichthys struhsakeri (Heemstra y Randall, 1977)

- Género Erythrocles (Jordan, 1919)
  - Erythrocles acarina (Kotthaus, 1974)
  - Erythrocles microceps (Miyahara y Okamura, 1998)
  - Erythrocles monodi (Poll y Cadenat, 1954) - Conoro o Pez rubí.
  - Erythrocles schlegelii (Richardson, 1846)
  - Erythrocles scintillans (Jordan y Thompson, 1912)
  - Erythrocles taeniatus (Randall y Rivaton, 1992)

- Género Plagiogeneion (Forbes, 1890)
  - Plagiogeneion fiolenti (Parin, 1991)
  - Plagiogeneion geminatum (Parin, 1991)
  - Plagiogeneion macrolepis (McCulloch, 1914)
  - Plagiogeneion rubiginosum (Hutton, 1875)
  - Plagiogeneion unispina (Parin, 1991)